# モリス・パーク駅
モリス・パーク駅 (Morris Park) はニューヨーク市地下鉄IRTダイアー・アベニュー線の駅である。ブロンクス区モリス・パークのエスプラネードとポールディング・アベニューの交差点に位置し、5系統が終日停車する。

## 歴史
当駅は1912年5月29日にニューヨーク・ウェストチェスター・アンド・ボストン鉄道（以下NYW&B）の途中駅として開業した。その後1937年12月12日にNYW&Bが倒産した際に路線と共に廃止された。しかし、1940年にニューヨーク市がブロンクスとウェストチェスターの境界より南側の線路を購入、1941年5月15日に当駅 - 東180丁目駅間でIRTの車両を使用しシャトル運行が開始された。1957年には東180丁目駅北でIRTホワイト・プレーンズ・ロード線と接続し、同年5月6日より直通運転が開始された。また、駅のホームは10両編成の列車の停車に対応するように南側へ向けて延ばされた。
その後1979年11月24日、R22電車が当駅で追突事故を起こした。1990年代後半には、コンクリート柱と木材で支えられていた元の屋根とホームに沿ったコンクリート壁が、金属クラッド材の壁と波型金属板の屋根に改装された。

## 駅構造
| 4F          | 地上階                         | 地上（駅北端・出入口はない） |
| 3F ホーム階 | 相対式ホーム、右側の扉が開く。 | 相対式ホーム、右側の扉が開く。 |
| 3F ホーム階 | 北行緩行線                     | ← イーストチェスター-ダイアー・アベニュー駅行き（ペラム・パークウェイ駅）                                                                                                   |
| 3F ホーム階 | 北行急行線                     | ← 定期列車設定なし |
| 3F ホーム階 | 南行急行線                     | → 定期列車設定なし |
| 3F ホーム階 | 南行緩行線                     | → 平日：フラットブッシュ・アベニュー-ブルックリン・カレッジ駅行き（東180丁目駅）→ 平日夜間・週末：ボウリング・グリーン駅行き（東180丁目駅）→ 深夜：東180丁目駅行き（終点）→ |
| 3F ホーム階 | 相対式ホーム、右側の扉が開く。 | |
| 2F          | 改札階                         | 改札口、駅員詰所、メトロカード自動券売機 |
| 1F          | 地上階                         | 出入口、地上（駅南端） |

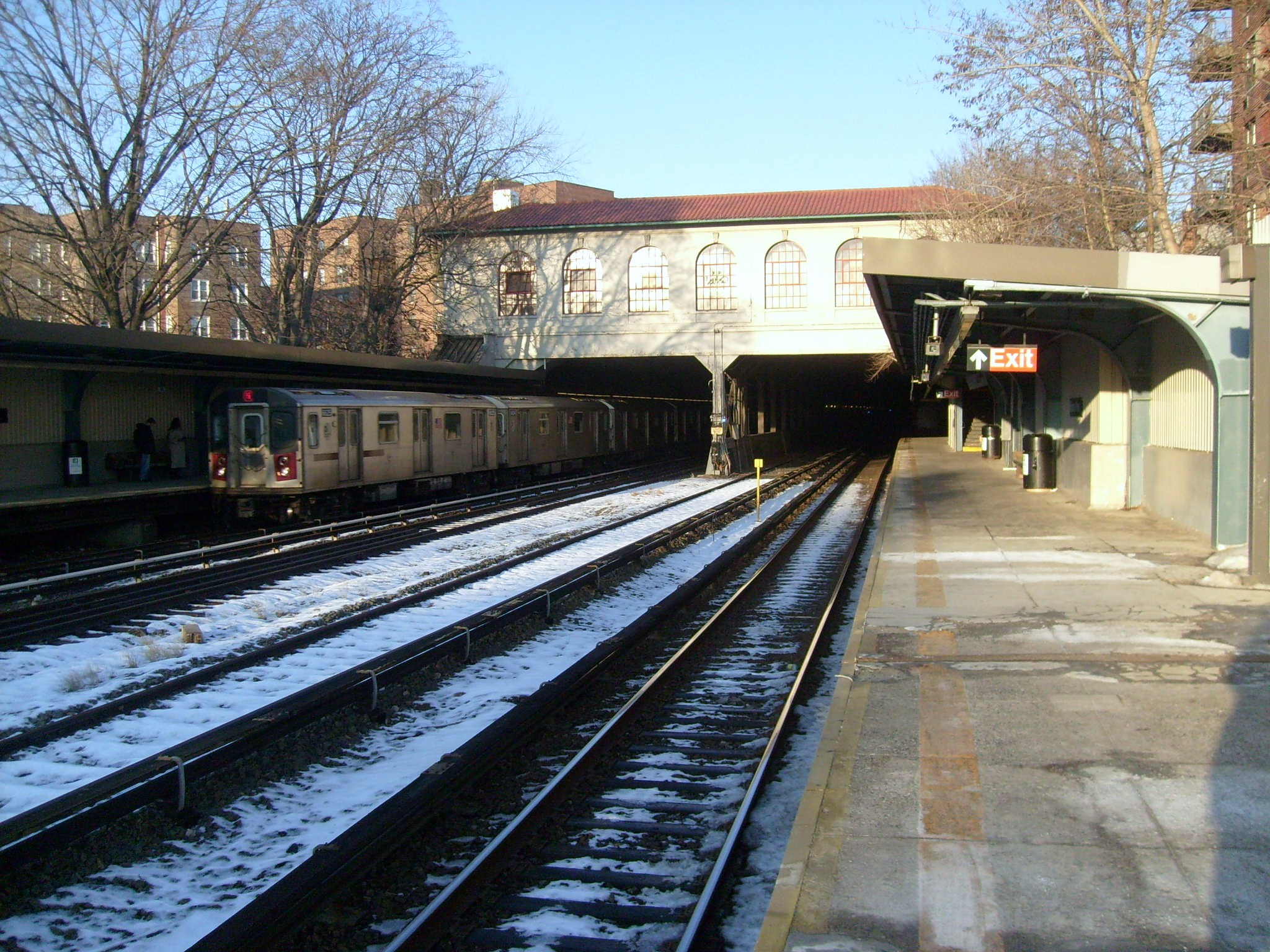
ホーム北側はトンネル内に位置している

駅は相対式ホーム2面と緩行線2線・急行線2線を有した2面4線の駅で、半分が盛土上に、もう半分がトンネル内に位置している。このトンネルには、線内唯一の完全地下駅であるペラム・パークウェイ駅が当駅から約半マイル北の場所にある。このトンネルは元々NYW&Bが蒸気機関車などの列車の通過を想定して作られていたものであったためそれらよりも遥かに重量が軽く車体幅も小さい地下鉄車両の通過にあたって特に問題は起きなかった。
駅は2005年7月6日にアメリカ合衆国国立史跡に指定されている。

### 出口
駅には出口は1つのみで、エスプラネードとポールディング・アベニューの交差点の交差点南西に出ることができる。出口は優雅なスパニッシュ・ミッション・スタイルの外観と強固な鉄筋コンクリート造で有名となっている。背の高いアーチ型の窓とタイル張りの屋根を備えた美しい外観は、建築当時とほぼ変わらず、良質な状態を保っている。
また、駅にはかつてもう2箇所出入口があり、1箇所はライディッヒ・アベニュー付近の出入口、もう1箇所はポールディング・アベニューから南行ホームへ通じる出入口であった。現在はコークリート壁により閉鎖されている。